# Departamento Copo
Das Departamento Copo liegt im Norden der Provinz Santiago del Estero im Nordwesten Argentiniens und ist eine von 27 Verwaltungseinheiten der Provinz.
Es grenzt im Norden an die Provinz Salta, im Norden und Osten an die Provinz Chaco, im Süden an das Departamento Alberdi und im Westen an das Departamento Pellegrini. Mit einer Fläche von 12.604 km² oder 4,7 Prozent der Gesamtfläche ist es das drittgrößte Departamento der Provinz Santiago del Estero.
Die Hauptstadt des Departamento Copo ist Monte Quemado. Sie liegt an der Ruta Nacional 16, 330 km von der Provinzhauptstadt Santiago del Estero entfernt. Letztere erreicht man über die Ruta Provincial 5.

## Bevölkerung
Die Bevölkerung des Departamento Copo beträgt 26.984 Einwohner (INDEC, 2001), das sind 3,35 Prozent der Gesamtbevölkerung der Provinz Santiago del Estero. Monte Quemado, die Hauptstadt des Departamento Copo, hat 11.387 Einwohner (INDEC, 2001) und vereinigt 42 Prozent der Gesamtbevölkerung des Departamento. 16,44 Prozent der Gesamtbevölkerung des Departamento oder 4.143 Personen gelten als beschäftigt.

## Städte und Gemeinden
Das Departamento Copo ist in folgenden Gemeinden aufgeteilt:
- El Caburé
- Los Pirpintos
- Monte Quemado
- Pampa de los Guanacos
- San José del Boquerón
- Villa Matoque

## Geschichte
Geschichtliche Dokumente und archäologische Funde belegen die Besiedlung des Gebiets des Departamento Copo vor dem 19. Jahrhundert durch die Mercedes und Sunchituyoj in der frühen und mittleren Periode. Die Jesuiten errichteten eine Reducción in San José de Petacas. Die Region war unter dem Namen Chaco Gualamba bekannt und umfasste mehrere indigene Provinzen.

## Wirtschaft
Die landwirtschaftliche Produktion im Departamento Copo umfasst Mais, Kichererbsen, Bohnen, Sorghum und Soja. Die Forstwirtschaft widmet sich der Produktion des Quebracho colorado und des Quebracho blanco. In der Viehzucht dominiert die Aufzucht von Rind, Schwein, Ziege und Schaf.